# Monte Scuro
Il Monte Scuro (1.633 m s.l.m.) è una montagna della Sila, situata nel comune di San Pietro in Guarano.

## Descrizione
Dal valico, si può imboccare la ex Strada statale 107, che conduce fino agli abitati di Spezzano della Sila e di Celico. Su quest'ultima strada, si corre ogni anno, la gara automobilistica Coppa Sila, valevole per il Campionato italiano velocità di montagna. La cima di Monte Scuro (m 1633) ricade nel territorio di San Pietro in Guarano, mentre l'omonimo valico (m 1618), situato poco più a Sud, fa parte di Celico. 
Una strada panoramica di montagna di 13 km chiamata "Strada delle Vette" collega il valico di Monte Scuro alla cima di monte Botte Donato, passando vicino alle vette di Serra Stella e del Monte Curcio. Scendendo poi da Botte Donato, si giunge a Lorica. La "Strada delle Vette", durante la stagione invernale, viene chiusa al traffico e si trasforma, in tutta la sua lunghezza, in pista da sci di fondo.
Oltrepassato il valico, inoltrandosi nella "Strada delle Vette", è posta una stazione meteorologica dell'Aeronautica Militare e un impianto di trasmissione radio-televisiva di Rai Way. In prossimità della cima, sull'omonimo valico (1618 m s.l.m.) sono collocati un ceppo commemorativo intitolato a Nicola Misasi, insigne letterato e cantore incomparabile della Sila, ed un crocifisso di metallo, quale testimonianza del silenzio e delle profonde notti silane.